# Filippo Pascucci
Filippo Pascucci, conocido en Argentina como Felipe Pascucci (Génova, 1907 – 18 de diciembre 1966), fue un entrenador de fútbol italiano, quien también trabajó en Argentina.

## Trayectoria
Se inició en su Génova natal en 1914, haciendo gimnasia y educándose físicamente en la Sociedad Cristóbal Colon. Al cabo de seis años, en 1920, logró dar el examen para profesor de Cultura Física y Kinesioterapia. Practicó lucha libre, esgrima, tenis y gimnasia sueca. Compitió en un concurso internacional de Lausana, Suiza, donde obtuvo el primer premio. Continuó entonces en Liguria, enseñando y entrenando en diversas entidades. En 1930 fue entrenador en el buque Conte Rosso, habiendo ejercitado al cuadro vencedor del torneo de la Marinería de Italia. Luego entrenó a los primeros equipos del Sistres y Spes, así como a la segunda división del Genoa CFC.
En 1932 firma contrato con Agustín Liberti, con quien acuerda para entrenar al equipo profesional del River Plate durante dos años. También dirigió al Estudiantil Porteño y al Sportivo Barracas. Dados sus buenos resultados en el ámbito nacional fue contactado por Ernesto Malbec, dirigente de la Asociación del Futbol Argentino, para entrenar la selección que asistió a la Copa Mundial de Fútbol de 1934, totalmente compuesta por aficionados y jugadores de competiciones regionales.
La delegación viajó a Italia en el buque Neptunia, estando integrada por el entrenador Pascucci, un plantel de 18 jugadores, dos dirigentes y un masajista. El equipo fue vencido por la selección de Suecia en Bolonia en su debut en octavos de final por 3-2. Pascucci, afectado por algunas críticas del periodismo deportivo argentino, tomó la decisión de no regresar a Argentina, permaneciendo en Italia. 
En 1935 encabezó el plantel del Bologna Football Club 1909; en la temporada 1935-1936 ejerció la conducción de la Associazione Sportiva Dilettantistica Sanremese. Al final de la temporada 1936-1937 la llevó a la Serie B, pero no fue confirmado y lo sustituyó el húngaro Wereb.
Volvió al Sanremese en la Serie B en la temporada 1937-1938; después de esta experiencia pasó al A.C. Liguria, que pretendía controlar mejor la forma física de sus jugadores, y se sirvió de los servicios de Pascucci, experto en la preparación física. Allí realizó labores de entrenador reserva, detrás del técnico principal Adolfo Baloncieri. En 1940-1941 condujo el Cavagnaro, mientras que en 1942-1943 disputó un mediocre campeonato con la A.C.D. Asti. Entrenó al FC Antibes, en Francia, en 1946-1947; tras unos pocos días, sin embargo, su relación con la sociedad francesa se rescindió. En 1951 volvió a la conducción de la Sanremese, hasta 1953. 
Murió el 18 de diciembre 1966 a raíz de un colapso cardíaco en un avión que regresaba desde Zagreb mientras era preparador físico del equipo de waterpolo de Pro Recco.